# Jim Tracy
Pour les articles homonymes, voir Tracy.
James Edwin Tracy (né le 31 décembre 1955 à Hamilton, Ohio) est un joueur et manager de baseball. Il a joué au poste de voltigeur pour les Cubs de Chicago des Ligues majeures en 1980 et 1981 puis dirigé les Dodgers de Los Angeles, les Pirates de Pittsburgh et les Rockies du Colorado.
Il a été nommé manager de l'année dans la Ligue nationale en 2009 avec les Rockies.

## Carrière de manager

### Instructeur
Jim Tracy est instructeur de banc avec les Expos de Montréal sous les ordres de Felipe Alou de 1995 à 1998 puis sous Davey Johnson chez les Dodgers de Los Angeles en 1999 et 2000.

### Rockies du Colorado
Le 29 mai 2009, Tracy est nommé manager des Rockies du Colorado en remplacement de Clint Hurdle. Après avoir connu un début de saison très difficile, les Rockies se relèvent sous les ordres de Tracy et remportent 74 victoires contre seulement 42 défaites, pour un pourcentage de victoires de ,638. L'équipe se qualifie pour les séries éliminatoires comme meilleur deuxième dans la Ligue nationale. Il est presque unanimement élu manager de l'année dans la Ligue nationale.
Les Rockies déçoivent en 2011 avec 73 gains et 89 défaites. Ils ratent cette fois les éliminatoires. En 2012, ils connaissent la pire saison de leur histoire (64-98). Les lanceurs de l'équipe affichent la plus mauvaise moyenne de points mérités collective (5,22) du baseball cette saison-là et une stratégie (baptisée Projet 5183 en référence à l'altitude, en pieds, du stade Coors Field) consistant à utiliser quatre lanceurs partants plutôt que cinq et limiter ceux-ci à 75 lancers par match avant de les remplacer par des releveurs est remise en question par les observateurs et ne connaît visiblement pas de succès. Le 7 octobre 2012, Tracy démissionne. En 602 parties à la barre du club, il a savouré 294 victoires contre 308 défaites.
Tracy dirige l'équipe des États-Unis qui remporte la médaille d'argent en baseball aux Jeux panaméricains 2015.

## Bilan de manager
(Mis à jour après la saison 2007)
| Équipe | Année  | Saison régulière | Saison régulière | Saison régulière | Saison régulière |  | Séries éliminatoires | Séries éliminatoires | Séries éliminatoires | Séries éliminatoires                |
| Équipe | Année  | Vic.             | Déf.             | % Vic.           | Place            |  | Vic.                 | Déf.                 | % Vic.               | Résultats                           |
| LAD    | 2001   | 86               | 76               | 0,530            | 3e NL Ouest      |  | -                    | -                    | -                    |                                     |
| LAD    | 2002   | 92               | 70               | 0,567            | 3e NL Ouest      |  | -                    | -                    | -                    |                                     |
| LAD    | 2003   | 85               | 77               | 0,524            | 2e NL Ouest      |  | -                    | -                    | -                    |                                     |
| LAD    | 2004   | 93               | 69               | 0,574            | 1e NL Ouest      |  | 1                    | 3                    | 0,250                | Série de division D 1-3 (Cardinals) |
| LAD    | 2005   | 71               | 91               | 0,438            | 4e NL Ouest      |  | -                    | -                    | -                    |                                     |
| PIT    | 2006   | 67               | 95               | 0,413            | 5e NL Centrale   |  | -                    | -                    | -                    |                                     |
| PIT    | 2007   | 68               | 94               | 0,419            | 6e NL Centrale   |  | -                    | -                    | -                    |                                     |
| COL    | 2009   | 74               | 42               | 0,638            | 2e NL Centrale   |  | -                    | -                    | -                    | en cours                            |
| Totaux | Totaux | 636              | 614              | 0,509            |                  |  | 1                    | 3                    | 0,250                |                                     |